# Guinea i olympiska sommarspelen 2000
Guinea deltog i de olympiska sommarspelen 2000 med en trupp bestående av sex deltagare, tre män och tre kvinnor, men ingen av landets deltagare erövrade någon medalj.

## Boxning
Lätt mellanvikt
- Sidy Sandy
  - Omgång 1 — Förlorade mot José Luis Zertuche från Mexiko (gick inte vidare)

## Friidrott
Herrarnas 200 meter
- Joseph Loua
  1. Omgång 1 — 21.6 (→ gick inte vidare)

Damernas 100 meter
- M'Mah Touré
  1. Omgång 1 — 12.82 (→ gick inte vidare)